# Ye, Pingdingshan
Ye, även känt som Yehsien, är ett härad som lyder under Pingdingshans stad på prefekturnivå i Henan-provinsen i centrala Kina. Det ligger omkring 140 kilometer söder om provinshuvudstaden Zhengzhou. 

## Källa
1. ↑  ”worldpostmarks.net”. Arkiverad från originalet den 2 januari 2015. https://web.archive.org/web/20150102101710/http://worldpostmarks.net/HTML%20Countries/china.htm. Läst 18 januari 2015.